# Camillo Colonna (condottiero)

Stemma della famiglia Colonna

Camillo Colonna (Roma, ... – Roma, 11 dicembre 1558) è stato un condottiero italiano.

## Biografia
Era figlio di Marcello Colonna e le prime notizie su Camillo Colonna risalgono al 1525, quando a Roma impugnò le armi contro i rivali Orsini. Nel 1526 accorse in aiuto dei ghibellini senesi, quando i guelfi, appoggiati da papa Clemente VII, vollero tentare di rovesciare dal Repubblica di Siena. Nel 1527 partecipò con gli imperiali al Sacco di Roma e nel 1528 passò in difesa del Regno di Napoli, assalito dai francesi. 
Partecipò nel 1530 all'assedio di Firenze, ribellatasi contro il papa dopo il sacco di Roma, quando Carlo V decise di ristabilire la famiglia Medici sul trono ducale. Dopo l'assassinio del duca Alessandro de' Medici nel gennaio 1537, Camillo venne in viato a Firenze ad omaggiare il nuovo duca Cosimo I de' Medici e ad offrirgli il suo appoggio. Nello stesso anno fu inviato in Piemonte contro i francesi che rivendicavano il possesso del ducato di Milano. Nel 1541 partecipò alla disastrosa Spedizione di Algeri, quando Carlo V tentò di guidare una flotta contro la roccaforte dell'Impero ottomano ad Algeri. Nel 1543 si schierò con Carlo V nella guerra delle Fiandre contro il duca Guglielmo di Clèves. 
Il 30 agosto 1555 venne incarcerato in Castel Sant'Angelo con l'accusa di aver congiurato contro papa Paolo IV e liberato solo il 30 settembre, dietro pagamento di 50.000 scudi. 
Morì nel 1558.

## Discendenza
Sposò Vittoria di Pierfrancesco Colonna ed ebbero sei figli:
- Faustina, sposò Giantommado Di Capua
- Prospero (?-1585), condottiero
- Porzia, sposò Lodovico Savelli
- Pompeo (?-1584), condottiero
- Lavinia
- Marcantonio (1523-1597), cardinale